# Machacalis
Machacalis es un municipio brasileño del estado de Minas Gerais. Su población estimada en 2004 era de 6.602 habitantes.